# Coeliccia poungyi
Coeliccia poungyi är en trollsländeart som beskrevs av Fraser 1924. Coeliccia poungyi ingår i släktet Coeliccia och familjen flodflicksländor. IUCN kategoriserar arten globalt som livskraftig. Inga underarter finns listade i Catalogue of Life.